# Krakatoa
El archipiélago de Krakatoa (en indonesio: Kepulauan Krakatau) es el nombre de un conjunto de islas volcánicas —en su mayoría casi desaparecidas— situado en el estrecho de Sonda, entre Java y Sumatra al suroeste de Indonesia. Se ubica cerca de la región de subducción de la placa indoaustraliana muy cerca de la frontera de esta última con la placa euroasiática.
El nombre Krakatoa se utiliza también como sinécdoque para designar a la isla principal del archipiélago; la Rakata y al volcán Anak Krakatau que ha entrado en erupción en repetidas ocasiones y con consecuencias desastrosas a lo largo del tiempo.
En mayo de 1883 se dio inicio a una serie de erupciones que continuaron hasta el 27 de agosto de ese mismo año, cuando una erupción cataclísmica destruyó gran parte del conjunto de islas lo que ocasionó la actual desaparición del archipiélago. El 22 de diciembre de 2018 entró en actividad y ocasionó un tsunami en el estrecho de Sonda que provocó la muerte de 435 personas. La última erupción registrada fue el 3 de febrero
de 2022.
Anteriormente, los expertos atribuían la serie de grandes explosiones a una acumulación de vapor extremadamente caliente. La hipótesis sostenía que la fractura de las paredes del volcán permitió la entrada de grandes cantidades de agua oceánica en la cámara de magma, desatando un gran tsunami. Investigaciones recientes revelan que las primeras erupciones vaciaron parcialmente la cámara de magma, permitiendo la entrada de nuevo material a temperaturas muy superiores. En el proceso se generaron gases que incrementaron la presión en la cámara magmática de manera incontrolable, lo que se sumó al efecto de la mezcla entre el magma reciente y el ascendente. La combinación desató energías cataclísmicas.
La mayor de las explosiones ocurrida el 27 de agosto de 1883 desató una energía de 350 megatones, es decir, 23 000 veces más poderosa que la bomba atómica de Hiroshima. Fue percibida en un 10 % del globo terráqueo, viajando hasta la isla de Madagascar y Australia (la distancia aproximada entre ambas es de unos 7600 km). Los tsunamis posteriores a la explosión alcanzaron los 40 m de altura y destruyeron 163 aldeas a lo largo de la costa de Java y Sumatra, matando a un total de 36 417 personas. Del faro de una de ellas, Fourthfour Point, solo quedó la base. La ceniza de la explosión alcanzó los 80 km de altitud y viajó por la superficie del mar. Tres años después, observadores de todo el mundo describían los tenues colores que podían verse durante el crepúsculo y el alba, ocasionados por la refracción de los rayos solares en las partículas en suspensión.

## Historia

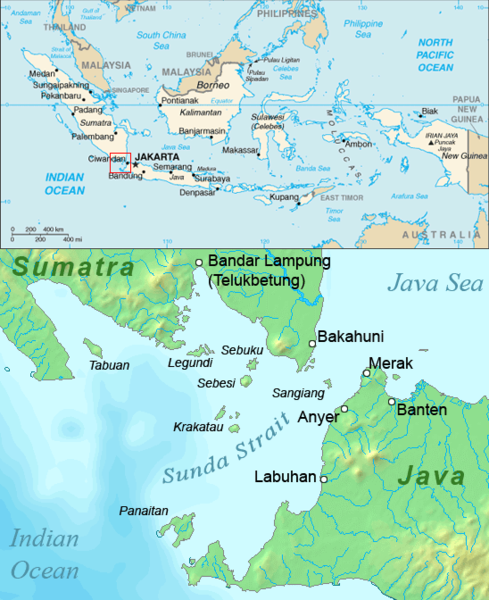
El estrecho de la Sonda entre Java y Sumatra.

Antes de la erupción de 1883, Krakatoa estaba constituido por tres islas principales y varios islotes. Lang (‘Larga’ en neerlandés), a posteriori llamada Rakata Kecil o Panjang, y Verlaten (‘Abandonada’ o ‘Desierta’), después conocida como Sertung, eran remanentes de una erupción anterior de grandes proporciones. La isla Krakatoa en sí misma tenía nueve kilómetros de largo y cinco de ancho. También había un islote cubierto por árboles cerca de Lang llamado Poolsche Hoed (‘[el] Sombrero Polaco’, por su supuesto parecido con el sombrero con cuatro alas típico de Cracovia, Polonia, visto desde el mar), y varias pequeñas rocas o bancos entre Krakatoa y Verlaten.
Había tres conos volcánicos en Krakatoa. De sur a norte: Rakata (823 m), Danan (445 m), y Perboewatan (también llamado Perbuatan, 122 m). Danan pudo haber sido, por sus características, un volcán gemelo. Krakatoa estaba sobre la zona de subducción euroasiática y la placa Indoaustraliana, donde los límites de ésta emprenden un cambio agudo de dirección. Como resultado, es probable que la corteza sea excepcionalmente débil en la región.

### La erupción de 417d.C.
El Libro de los Reyes (Pustaka Raja) javanés registró que, en el año 416, «un sonido fue escuchado de la montaña Batuwara... un ruido similar de Kapi... El mundo entero fue sacudido enormemente, acompañado por fuerte lluvia y tormentas, pero no solo no hizo esta fuerte lluvia extinguir el fuego de la erupción de la montaña Kapi, sino que aumentó el fuego; el ruido era espantoso, por fin la montaña Kapi con un rugido enorme se rompió en pedazos y se hundió en lo más profundo de la tierra. El agua del mar se elevó e inundó la tierra, el país al este de la montaña Batuwara, al Rajá de montaña Basa, fue inundado por el mar; los habitantes de la parte del norte del país Sunda al Rajá de montaña Basa se ahogaron y fueron arrastrados con toda la fuerza del agua... El agua disminuyó, pero la tierra sobre la cual Kapi soportado se hizo el mar, y Java y Sumatra fueron divididas en dos partes». No hay ninguna prueba geológica de una gran erupción del Krakatoa en aquella época, por lo que podría describir la desaparición de la tierra que unió a Java y Sumatra a través del actual estrecho de la Sonda. A su vez, es posible que se trate de una fecha errónea y que se refiera a la erupción del año 535, que también figura en el Libro de los Reyes.

### La erupción de535d.C.
David Keys y otros autores han propuesto que la violenta erupción del Krakatoa del año 535 pudo haber sido responsable de los cambios climáticos de ese periodo. Keys explora el alcance que podría haber tenido la erupción del siglo VI en su libro La catástrofe: una investigación en los orígenes de civilización moderna. Además, en épocas recientes, se ha argumentado que esta erupción fue la que creó las islas de Verlaten y Lang (remanentes del original), y los principios de Rakata (todos indicadores del tamaño de la caldera primitiva del Krakatoa). Sin embargo, hasta la fecha no se han encontrado suficientes cantidades de carbón procedentes de aquella erupción que puedan ser datadas, aunque existen muchas pruebas circunstanciales.
Los científicos que estudian evidencias en las capas de hielo encontraron que, en la época señalada, las secciones de hielo tienen una mayor concentración de ácido sulfúrico, debido al dióxido de azufre emanado de la erupción.

### La erupción de 1883

#### Antecedentes
En los años anteriores a la erupción de 1883, la actividad sísmica alrededor del volcán era intensa, con algunos terremotos en lugares distantes como Australia. El 20 de mayo de 1883, tres meses antes de la gran erupción, comenzaron a registrarse escapes de gases en Perboewatan, en el norte de la isla. Las erupciones de ceniza alcanzaron una altura de 6000 metros y las explosiones pudieron oírse en Batavia (Yakarta), a más de 150 kilómetros de distancia. La filtración de agua en la cámara de magma produjo grandes cantidades de vapor y humo, pero la actividad se extinguió hacia finales de mayo. Como resultado, la población autóctona no adoptó medidas de seguridad adicionales. Sin embargo, la comunidad científica envió expertos para estudiar la isla y encontraron inquietantes signos de actividad volcánica.

#### Las primeras erupciones

Evolución topográfica del área del Krakatoa.

El volcán entró de nuevo en erupción en torno al 19 de junio. La causa de la erupción, según se cree, fueron una o varias fisuras que se formaron entre Perboewatan y Danan, en un emplazamiento cercano al actual cono volcánico de Anak Krakatau. La violenta erupción causó mareas excepcionalmente altas en la zona y los barcos anclados tuvieron que ser amarrados con cadenas. Después del 11 de agosto las erupciones fueron cada vez mayores, con penachos emitidos desde al menos once fisuras. El 24 de agosto, las erupciones lejanas se intensificaron. Aproximadamente a las 13:00 (hora local) del 26 de agosto entró en su fase de máxima actividad y, alrededor de las 14:00, los observadores pudieron ver una nube negra de ceniza de una altura de 27 kilómetros. En este punto, la erupción era prácticamente continua y las explosiones podían oírse con intervalos de unos diez minutos. Se informó de la caída de ceniza pesada desde barcos que se encontraban a más de 20 kilómetros de distancia del volcán, con pedazos de piedra pómez caliente de hasta diez centímetros de diámetro, que caían sobre sus cubiertas. Un pequeño tsunami golpeó las orillas de Java y Sumatra a unos 40 kilómetros de distancia entre las seis y las siete de la tarde, hora local.

#### Etapa cataclísmica

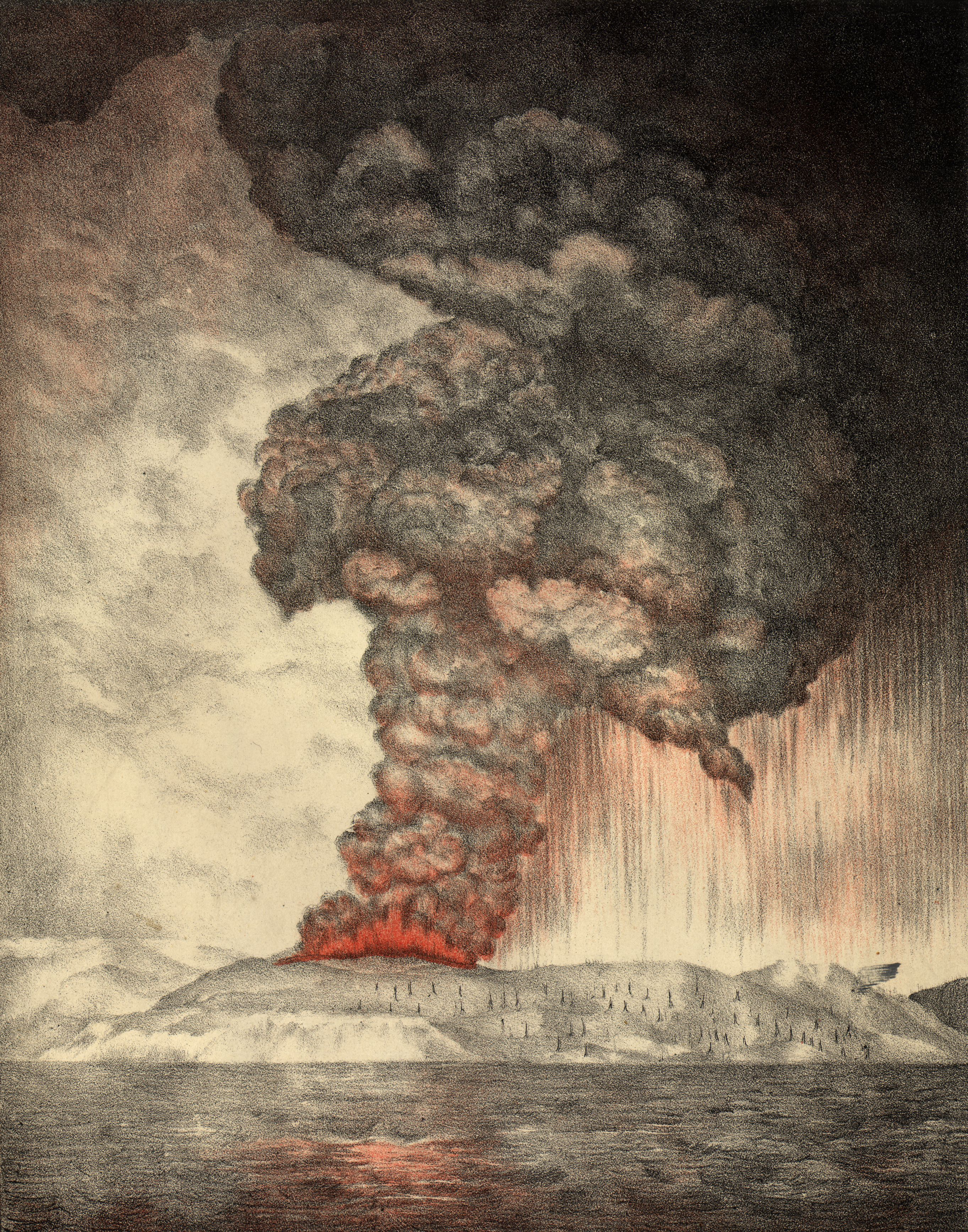
Ilustración del volcán en erupción. c.1888

El 27 de agosto, el volcán entró en la catastrófica etapa final de su erupción. Cuatro enormes explosiones ocurrieron a las 5:30, 6:42, 8:20, y 10:02; cada una acompañada de enormes tsunamis. La peor y más ruidosa de estas fue la última. Una gran región del estrecho de la Sonda y varios lugares en la costa de Sumatra fueron afectados por flujos piroclásticos del volcán, que evaporaron el agua cercana a la isla. Las explosiones fueron tan violentas que se oyeron incluso en Australia y en la isla de Rodrigues, cerca de Mauricio, a 5000 kilómetros de distancia. La ceniza alcanzó una altura de 80 kilómetros. Se cree que el estruendo de la mayor de las erupciones es el sonido más alto registrado en la historia, alcanzando niveles de hasta 180 dB (SPL) (un baremo del desvío de la presión producida por el sonido y medida en decibelios), a una distancia de 160 kilómetros. Se dice que marineros que se encontraban a 40 km quedaron sordos por el ruido. Las erupciones disminuyeron rápidamente después de aquel punto y no se registró más actividad desde la mañana del 28 de agosto.

#### Efectos

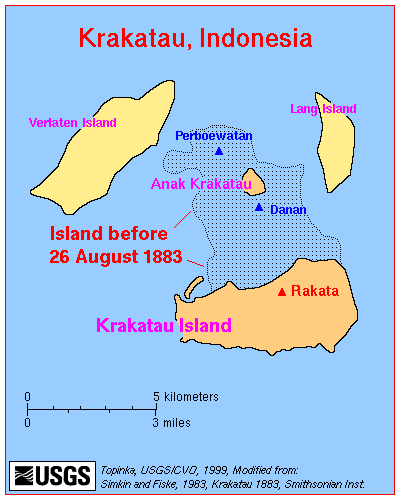
Mapa de Krakatau como es hoy en día.

Los efectos combinados de flujos piroclásticos, cenizas volcánicas y tsunamis tuvieron resultados desastrosos en toda la región. No hubo ningún superviviente entre los 3000 habitantes de la isla de Sebesi, a unos 13 kilómetros de Krakatoa. Los flujos piroclásticos que viajaron sobre la superficie del agua a 300 km/h mataron alrededor de 1000 personas en Ketimbang, en la costa Sumatra, a unos 40 km al norte de Krakatoa. El recuento oficial de víctimas mortales registrado por las autoridades neerlandesas fue de 36 417 y muchos asentamientos fueron asolados, incluyendo Teluk Betung y Ketimbang, en Sumatra, y Sirik y Semarang, en Java.
Las áreas de Banten de Java y el Lampong sobre Sumatra fueron devastadas. Hay numerosos informes documentados de grupos de esqueletos humanos encontrados sobre balsas de piedra pómez volcánica flotando sobre el océano Índico, que llegaron hasta la costa oriental de África incluso un año después de la erupción. Algunas regiones de Java nunca fueron repobladas, volvieron a convertirse en selva y ahora constituyen el Parque nacional de Ujung Kulon.

#### Los tsunamis
Incluso en lugares tan distantes como Sudáfrica, los barcos se mecieron por los remanentes de los tsunamis y se encontraron cuerpos de víctimas flotando en el océano durante semanas después del acontecimiento. El tsunami que acompañó la mayor de las erupciones fue supuestamente provocado por flujos piroclásticos gigantescos que entraron en el mar. Cada una de las cuatro grandes explosiones estuvo acompañada de flujos piroclásticos masivos, resultado del derrumbamiento gravitacional de la columna de erupción. Nuevas teorías afirman que fue consecuencia del colapso de la caldera magmática.
Como consecuencia, varios kilómetros cúbicos de material volcánico entraron en el mar, desplazando igual volumen de agua de mar. Los flujos piroclásticos alcanzaron la costa de Sumatra, a una distancia de 40 kilómetros, tras desplazarse por encima del agua sobre un «cojín» de vapor sobrecalentado. A su vez, hay indicios de flujos piroclásticos submarinos que llegaron a 15 km del volcán.
En un reciente documental, un equipo de investigación alemán realizó pruebas de flujos piroclásticos sobre el agua, revelando que la ceniza caliente viajó sobre el agua en una nube de vapor a 400 °C, causando un fatal y devastador tsunami. 
Tras estas explosiones, sólo un tercio de la isla permaneció en su lugar. El resto había sido lanzado a la atmósfera y al mar.

## Anak Krakatau

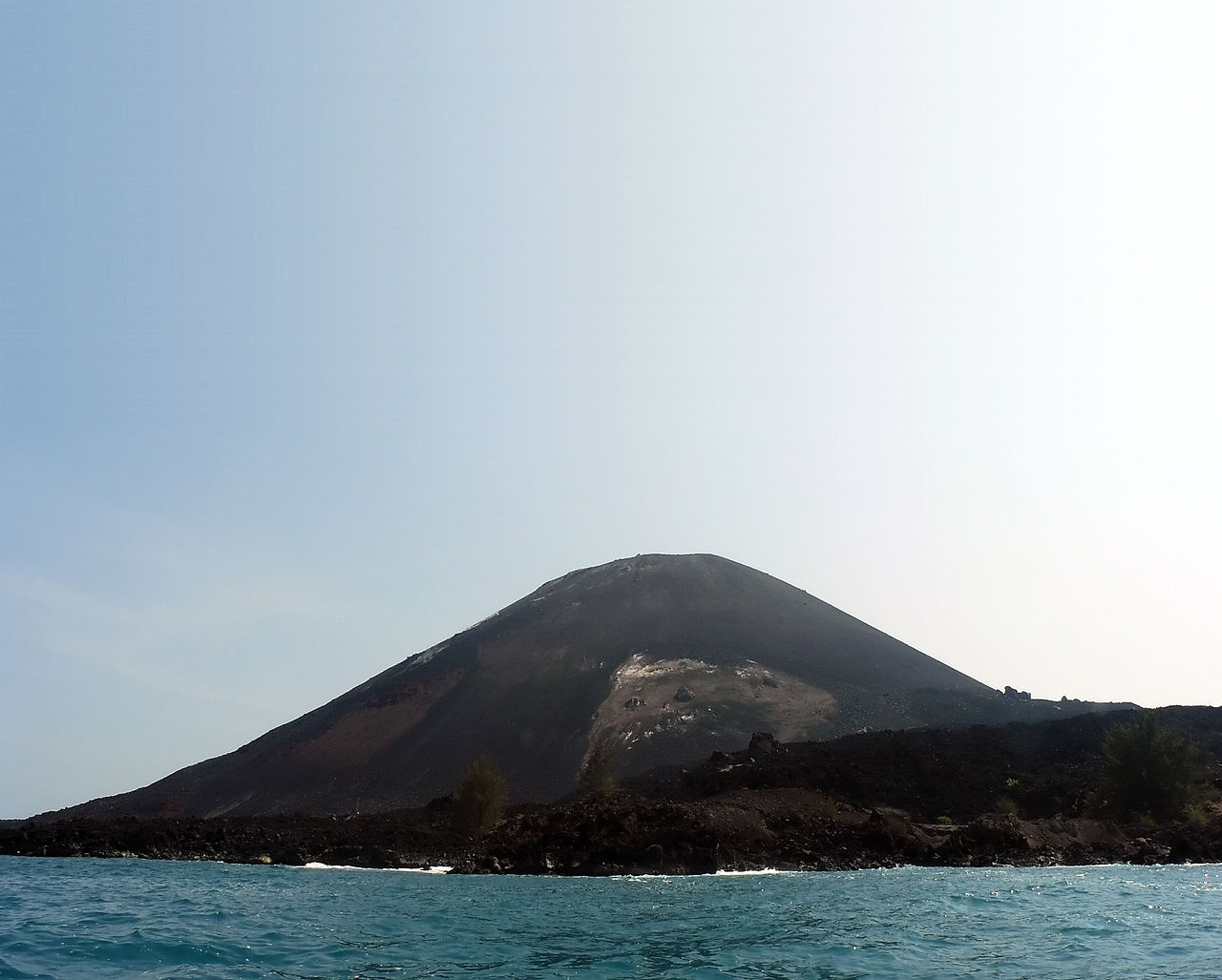
Anak Krakatoa.

En 1927 comenzaron nuevas erupciones volcánicas en el fondo del mar, de las que surgió una nueva isla en el mismo lugar, conocida por los lugareños como Anak Krakatau ('Hijo de Krakatoa'). Esta isla superó la superficie del mar en 1928 y, en 1973, ya alcanzaba una altura de 190 metros, actualmente posee una altura de unos 300 m y presenta forma cónica, con un cráter lateral que confiere una apariencia exótica al entorno. Sigue creciendo a razón de unos cinco metros por año. La isla está deshabitada. 
En junio de 2018 volvió a presentar actividad y en diciembre de 2018 erupcionó de nuevo, ocasionando un tsunami.

### Efectos globales de las erupciones

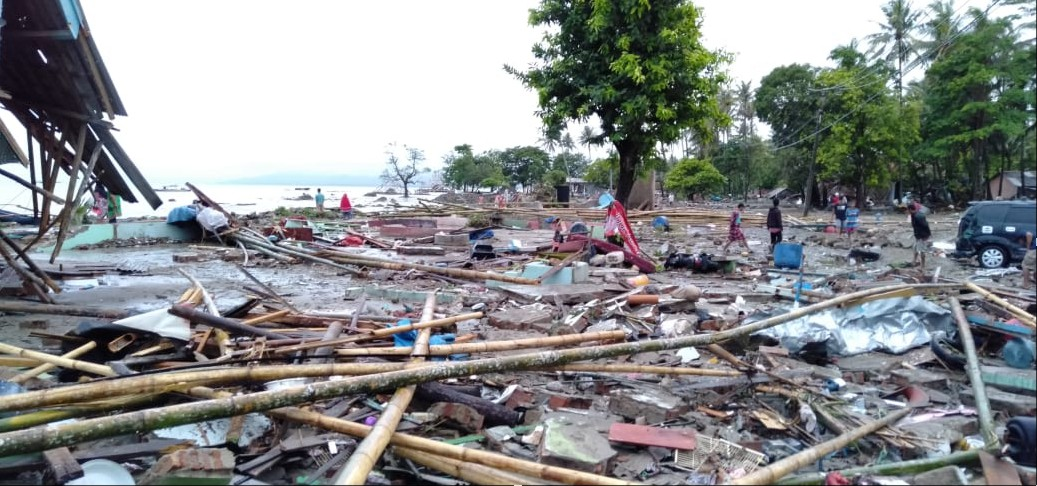
Víctimas del tsunami provocado en 2018 por la erupción de Anak Krakatau.

En 2004, un astrónomo propuso que el cielo rojo ensangrentado mostrado en la pintura El grito (1893) de Edvard Munch es también una precisa representación del cielo sobre Noruega después de la erupción en 1883. Esta explicación ha sido discutida por eruditos del arte, quienes notan que Munch fue más un pintor expresivo que descriptivo.
Los observadores climáticos de la época estuvieron atentos a los efectos en el cielo. Llamaron al fenómeno como la «corriente ecuatorial de humo», representando la primera identificación de lo que se conoce hoy en día como corriente en chorro.
Esta erupción también produjo un anillo de Bishop alrededor del Sol diariamente y una luz púrpura volcánica en el crepúsculo.